# 普里齐
普里齐（義大利語：Prizzi），是意大利西西里大区巴勒莫广域市的一个市镇。总面积95平方公里，人口5213人，人口密度54.9人/平方公里（2009年）。ISTAT代码为082060。